# Djungelkrigföring

Djungelkrigföring eller skogskrigföring är ett begrepp som beskriver den typ av strid som kan utspela sig i vegetationsrika miljöer, som djunglar och skogar. Såväl som de strategierna, tekniker och anpassningar som behovs för en militärmakt för att överleva och slåss i djungelterräng. Tät vegetation kan utnyttjas till att begränsa siktlinjer och erbjuder möjligheter till kamouflage. Djungelterrängen, vilket kan sakna infrastruktur, kan hindra transportering, vilket begränsar logistisk försörjning och användningen av pansarfordon, vilket i sin tur utvecklar ett behov av luftmobilitet och små enhet på marken.
Höga temperaturer, luftfuktighet och frekventa regn är vanliga i djungelmiljöer. Detta kan påverka utrustning, hälsa och logistik, vilket kräver hänsyn för kläder, underhåll av utrustning och medicinsk vård. Att röra sig genom tät vegetation är långsamt och fysiskt krävande. Det finns också en stor variation och mängd av sjukdomar, insekter och farliga djur i djungelmiljöer.
Det omfattar en viktig del av många konflikter, nämligen andra världskriget och Vietnamkriget.

## Historia

### Vietnamkriget (1955-1975)

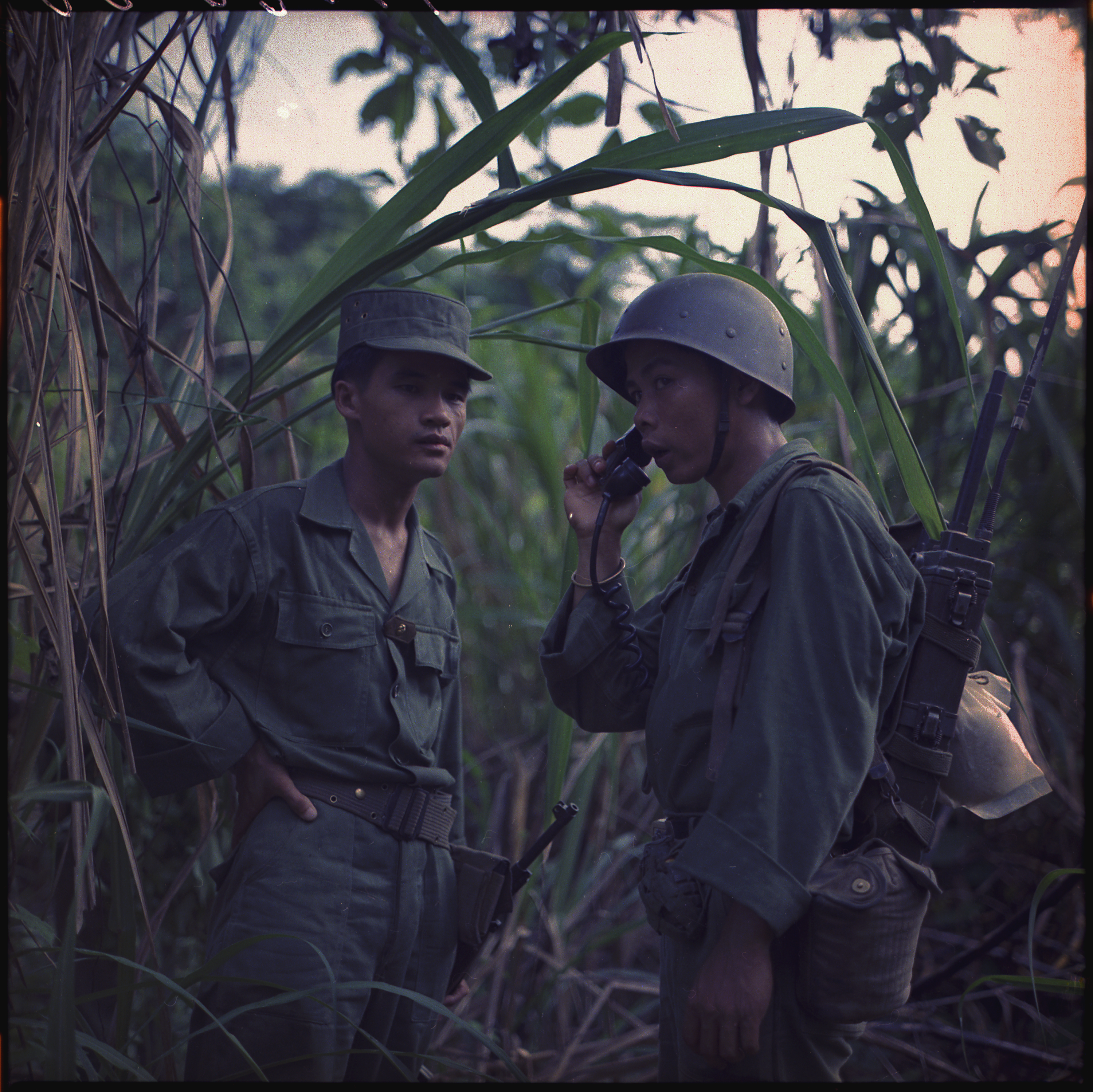

Vietnams täta djungler presenterade utmaningar för både de amerikanska och vietnamesiska styrkorna. Konflikten involverade gerillakrigföring, Eldöverfall och användning av tunnlar i djungeln.
FNL hade en djup kunskap om djungeln och använde sig av utarbetade underjordiska baser och tunnlar för att skydda sig från amerikanska bomber.
Amerikanska flygvapnet använde herbicider som agent orange till att förstöra bladverk i djunglen för syftet att begränsa nordvietnamesernas förmåga till att använda vegetationen för täckning och döljande.

## Taktiker
När soldater går in i djungeln för att genomföra en operation måste de ta med allt de behöver för hela operationen. Mat, medicin, ammunition, vapen, utrustning för att rensa en landningsplats för en eventuell helikopter i djungeln och all standardmässig militär utrustning som nattglasögon med mera.